# Curaçao og Sint Maartens centralbank
Curaçao og Sint Maartens centralbank (nederlandsk: Centrale Bank van Curaçao en Sint Maarten, papiamento: Banko Central di Kòrsou i Sint Maarten, tidligere Nederlandske Antillers bank) er centralbanken for det tidligere Nederlandske Antiller. Den er ansvarlig for udgivelsen af antillianske gylden.
Centralbankens nuværende navn blev vedtaget efter opløsningen af De Nederlandske Antiller i oktober 2010, eftersom BES-øerne er en del af Nederland og dermed styret af De Nederlandsche Bank, men som indførte den amerikanske dollar den 1. januar 2011. Centralbanken er derfor kun ansvarlig for Curaçao og Sint Maarten og vil, i 2013, afløse den antillianske gylden med den karibiske gylden.
Banken blev etableret februar 1828 og har hovedkontor i Willemstad på Curaçao.